# Liste des députés du Bas-Rhin
Cet article fait la liste des députés du Bas-Rhin.

## Assemblée législative (1791-1792)
9 députés et 3 suppléants

### Députés
1. François-Jacques-Antoine Mathieu de Reichshoffen, procureur-général-syndic du département.
2. Jacques Brunck, chevalier de Saint-Louis, président du directoire du département.
3. Christophe-Guillaume Koch, professeur d'histoire à Strasbourg.
4. Joseph Valentin Wilhelm, administrateur du directoire du département.
5. Pierre Massenet, cultivateur à Helligenstein.
6. Pierre Noblat, commissaire des guerres à Landau. Démissionnaire le 18 octobre 1791.
7. Philippe Rühl, administrateur du directoire du département.
8. Louis François Antoine Arbogast, professeur de mathématiques de l'artillerie, professeur de physique et recteur de l'université nationale de Strasbourg.
9. André Briche, capitaine d'artillerie et commandant des canonniers de la garde nationale de Strasbourg.

### Suppléants
1. Lambert (Joseph), administrateur du directoire du département à Lauterbourg. Remplace, le 20 octobre 1791, Noblat, démissionnaire.
2. Levrault (Xavier), procureur de la commune à Strasbourg.
3. Kuhn (Ignace), administrateur du directoire du département à Erstein.

## Convention nationale
9 députés et 4 suppléants

### Députés
1. Philippe Rühl, administrateur du département, ancien député à la Législative. Est mis en arrestation le 8 prairial an III et se tue dans sa prison le 11 du même mois (27 et 30 mai 1795).
2. Claude-Hilaire Laurent, médecin, administrateur du département.
3. Pierre Bentabole, procureur général syndic du département.
4. Georges Frédéric Dentzel, citoyen de Landau. Est exclu le 6 nivôse an II (26 décembre 1793) comme étranger ; est décrété d'arrestation le 27 nivôse suivant (16 janvier 1794) ; est rappelé le 6 frimaire an III (26 novembre 1794).
5. Jean-Antoine Louis, administrateur du département.
6. Jean Bertrand , administrateur du département. Envoie sa démission le 11 septembre 1792 ; est remplacé par Jean-François Ehrmann.
7. Louis Arbogast, principal du collège de Strasbourg, ancien député à la Législative.
8. Depinay, administrateur du district de Benfeld. Donne sa démission le 10 septembre 1792 ; est remplacé par Christiani.
9. Philibert Simond, vicaire de l'évêque constitutionnel Brendel. Est guillotiné le 24 germinal an II (13 avril 1794). Est remplacé par Jean-Gotthard Grimmer le 10 ventôse an III (28 février 1795).
10. Pierre Louis Bentabole

### Suppléants
1. Ehrmann (Jean-François), juge au tribunal de Strasbourg. Remplace Bertrand, qui n'a pas accepté le mandat de député.
2. Marie-Frédéric-Henri Christiani, administrateur du district de Strasbourg. Remplace Depinay, qui n'a pas accepté le mandat de député.
3. Grimmer (Jean-Gotthard), de Wissembourg. Remplace Simond, le 10 ventôse an III (28 février 1795).
4. Noissette (Gaspard), officier municipal à Strasbourg. Est élu suppléant dans une 2e réunion du corps électoral. N'a pas siégé.

## Conseil des Cinq-Cents(1795-1799)
- Georges-Joseph Keller
- Jean Gaspard Boëll
- David Charles Cunier
- François Ignace Metz
- Pierre Louis Bentabole
- Isaac Bertrand
- Marie-Frédéric-Henri Christiani
- Jean-François Ehrmann
- Jean-Étienne Albert
- Joseph Valentin Wilhelm
- Jean-Frédéric Hermann (1743-1820)
- Claude-Hilaire Laurent
- Pierre André
- Jean Tobie Aurich

## Corps législatif(1800-1814)
- François Ignace Metz
- Jean Frantz
- Maximilien Xavier Képler
- Jean-Étienne Albert
- Jean-Denis Férat
- Jean-Michel Mathieu-Faviers
- François Ignace Schaal
- Louis Zoepffel
- Jean Bernard Albert

## Chambre des représentants (Cent-Jours)
- Joseph Anselme Louis Marchal
- François Georges Martinez
- Jean Gaspard Boëll
- Pierre Beaudel
- Georges Popp
- François Ignace Metz
- Louis Prost
- Claude François Joseph Reibell
- Jacques-Frédéric Brackenhoffer

## Chambre des députés des départements (1reRestauration)
- François Ignace Metz
- Jean-Michel Mathieu-Faviers
- François Ignace Schaal
- Louis Zoepffel

## Chambre des députés des départements (2eRestauration)

### Irelégislature(1815–1816)
- Jean-Charles Magnier Grandprez
- Philippe-Gaétan Mathieu de Faviers
- François Ignace Metz
- Charles-Henri Kern
- Pierre-Michel-Bernardin Saglio
- Jacques-Frédéric Brackenhoffer
- Bernard-Frédéric de Turckheim

### IIelégislature(1816-1823)
- Georges Humann
- Florent Saglio
- Athanase Paul Renouard de Bussierre
- Jean-Charles Magnier Grandprez
- François Ignace Metz
- Claude François Joseph Reibell
- Charles-Henri Kern
- Jacques-Frédéric Brackenhoffer
- Charles Lambrechts
- Bernard-Frédéric de Turckheim

### IIIelégislature(1824-1827)
- Jean-Frédéric de Turckheim
- Georges Humann
- Athanase Paul Renouard de Bussierre
- Bertrand Pierre Castex
- Georges Millin Duperreux
- Louis Wangen de Géroldseck

### IVelégislature(1828-1830)
- Ernest Maximilien Zorn de Bulach
- Jean-Frédéric de Turckheim
- Florent Saglio
- Athanase Paul Renouard de Bussierre
- Benjamin Constant
- Louis Wangen de Géroldseck

### Velégislature(23 juin 1830-28 juillet 1830)
- Jean-Frédéric de Turckheim
- Georges Humann
- Florent Saglio
- Benjamin Constant
- Louis Wangen de Géroldseck
- François Joseph Rudler

## Chambre des députés (Monarchie de Juillet)

### IreLégislature(1830-1831)
- Florent Saglio
- Jean-Frédéric de Turckheim
- Georges Humann
- Benjamin Constant
- Louis Wangen de Géroldseck

### IIeLégislature(1831-1834)
- Jean Coulmann
- Florent Saglio
- Odilon Barrot
- Louis Marie Baptiste Atthalin
- Philippe Müntz
- Georges Humann
- Marc-René de Voyer de Paulmy d'Argenson (1771-1842)

### IIIeLégislature(1834-1837)
- Joseph Lejoindre démissionne en 1836, remplacé par Jean Paul Adam Schramm
- Charles Oesinger
- Pierre Rielle de Schauenbourg
- Florent Saglio
- Jacques Rauter
- Louis Marie Baptiste Atthalin nommé pair en 1836, remplacé par Jean-Frédéric de Turckheim
- Georges Humann

### IVeLégislature(1837-1839)
- Louis-Constant-Jacques Carl
- Edouard Martin de Strasbourg
- Pierre Rielle de Schauenbourg
- Florent Saglio
- Jean Paul Adam Schramm
- Philippe Christophe Hallez

### VeLégislature(1839-1842)
- Jean-Sigismond de Dietrich démissionne en 1842, remplacé par Léon Renouard de Bussierre
- Louis-Constant-Jacques Carl démissionne en 1840, remplacé par Maximilien Magnier de Maisonneuve
- Edouard Martin de Strasbourg
- Pierre Rielle de Schauenbourg
- Florent Saglio décédé en 1841, remplacé par Jean-Baptiste Magnier
- Philippe Christophe Hallez

### VIeLégislature(1842-1846)
- Georges Schützenberger démissionne en 1845, remplacé par Alfred Renouard de Bussière
- Maximilien Magnier de Maisonneuve décédé en 1844, remplacé par Anne Chrétien Louis de Hell
- Pierre Rielle de Schauenbourg
- Max-Théodore Cerfberr
- Philippe Christophe Hallez décédé en 1844, remplacé par Léonce Hallez-Claparède
- Alphonse Saglio

### VIIeLégislature(17/08/1846-24/02/1848)
- Alfred Renouard de Bussière
- Théodore Humann
- Max-Théodore Cerfberr
- Louis Charles Théodore Lemasson
- Alphonse Saglio
- Léonce Hallez-Claparède

## IIeRépublique
Élections au suffrage universel masculin à partir de 1848

### Assemblée nationale constituante (1848-1849)
- Victor Chauffour
- François Auguste Bruckner
- Pierre Schlosser
- Maximilien-Prosper Foy
- Paul Gloxin
- Jean-Baptiste Dorlan
- Edouard Martin de Strasbourg
- Jean-Baptiste Boussingault
- Joseph Kling
- Charles Westercamp
- Pierre Champy
- Frédéric Engelhardt
- Guillaume Lauth
- Louis Liechtenberger
- Jacques Culmann

### Assemblée nationale législative (1849-1851)
- Charles Boch déchu en 1849
- Sébastien Commissaire déchu en 1849
- Charles Kopp déchu en 1849
- Philippe Beyer déchu en 1849
- Alphonse Hochstuhl élu en 1850
- Marie-Edmond Valentin élu en 1850
- Auguste Antoine de Laboulaye élu en 1850
- Charles Gérard élu en 1850
- Victor Chauffour
- Nicolas Bandsept
- François Auguste Bruckner
- Antoine Anstett déchu en 1849
- Gustave de Goldenberg démissionne en 1850, remplacé par Émile de Girardin
- Jonas Ennery
- Charles Westercamp
- Ignace Jehl

## Second Empire

### Irelégislature(1852-1857)
- Léonce Hallez-Claparède
- Charles Louis Coulaux
- Alfred Renouard de Bussière
- Charles Becquet démissionne en 1852, remplacé par Eugène Louis de Coëhorn

### IIelégislature(1857-1863)
- Léonce Hallez-Claparède
- Charles Louis Coulaux
- Alfred Renouard de Bussière
- Eugène Louis de Coëhorn

### IIIelégislature(1863-1869)
- François Zorn de Bulach invalidé en 1863, remplacé par Léonce Hallez-Claparède
- Charles Louis Coulaux
- Alfred Renouard de Bussière
- Eugène Louis de Coëhorn

### IVelégislature(1869-1870)
- Paul-Louis de Leusse
- François Zorn de Bulach
- Charles Louis Coulaux
- Alfred Renouard de Bussière

## Assemblée nationale(1871-1876)
| Nom                                         | Département | Date d'élection complémentaireRaison | Date de fin de mandat anticipéeRaison | Étiquette/Parti                               |
| ------------------------------------------- | ----------- | ------------------------------------ | ------------------------------------- | --------------------------------------------- |
| Ignace François Albrecht (1810-1884)        | Bas-Rhin    | 8 février 1871                       | 1er mars 1871 (Démission)             | Député protestataire                          |
| Charles Gustave Albert Boell (1820-1872)    | Bas-Rhin    | 8 février 1871                       | 1er mars 1871 (Démission)             | Gauche Député protestataire                   |
| Charles Boersch (1811-1871)                 | Bas-Rhin    | 8 février 1871                       | 1er mars 1871 (Démission)             | Gauche républicaine Député protestataire      |
| Léon Gambetta (1838-1882)                   | Bas-Rhin    | 8 février 1871                       | 1er mars 1871 (Démission)             | Union républicaine Député protestataire       |
| Jacques Kablé (1830-1887)                   | Bas-Rhin    | 8 février 1871                       | 1er mars 1871 (Démission)             | Député protestataire                          |
| Émile Küss (1815-1871)                      | Bas-Rhin    | 8 février 1871                       | 1er mars 1871 (Démission)             | Député protestataire                          |
| Julien Melsheim (1828-1901)                 | Bas-Rhin    | 8 février 1871                       | 1er mars 1871 (Démission)             | Député protestataire                          |
| Joseph Ostermann (1825-1873)                | Bas-Rhin    | 8 février 1871                       | 1er mars 1871 (Démission)             | Député protestataire                          |
| Pierre François Alphonse Saglio (1812-1875) | Bas-Rhin    | 8 février 1871                       | 1er mars 1871 (Démission)             | Député protestataire                          |
| Auguste Scheurer-Kestner (1833-1899)        | Bas-Rhin    | 8 février 1871 (9e sur 11)           | 1er mars 1871 (Démission)             | Député protestataire (Élu député de la Seine) |
| Auguste Schneegans (1835-1898)              | Bas-Rhin    | 8 février 1871                       | 1er mars 1871 (Démission)             | Député protestataire                          |
| Edouard Teutsch (1832-1908)                 | Bas-Rhin    | 8 février 1871                       | 1er mars 1871 (Démission)             | Député protestataire                          |

## Liste des députés élus sous laIIIeRépublique
De 1919 à 1928, les députés furent élus au scrutin proportionnel départemental. Les élections législatives furent au scrutin d'arrondissement majoritaire à deux tours de 1928 à 1936.

### Législature 1919 - 1924
Les élections législatives de 1919 furent organisées au scrutin proportionnel de liste. Elles marquèrent au niveau national la victoire du "Bloc national" de centre-droit. Dans le Bas-Rhin la liste du "Bloc National", composée de l'UPR et du parti démocrate, remporta tous les sièges.
La liste du "Bloc national" obtint donc l'ensemble des 9 sièges mis en jeu :
- Michel Walter, UPR (Parti Catholique Alsacien), conseiller général de Bischwiller.
- Eugène Muller, UPR (Parti Catholique Alsacien).
- Charles Frey, Démocrate (Parti de centre-droit, d'influence Protestante).
- Charles Émile Altorffer, Démocrate (Parti de centre-droit, d'influence Protestante).
- Alfred Oberkirch, UPR (Parti Catholique Alsacien), conseiller général de Villé.
- Thomas Seltz, UPR (Parti Catholique Alsacien), conseiller général d'Erstein.
- Jean de Leusse, UPR (Parti Catholique Alsacien), maire de Reichshoffen
- Camille Simonin, Démocrate (Parti de centre-droit, d'influence Protestante).
- Jules Jaeger, UPR (Parti Catholique Alsacien).

### Législature 1924 - 1928
Les élections législatives de 1924 furent organisées au scrutin proportionnel de liste. Si au niveau national, elles marquèrent la victoire du Cartel des gauches, le Bas-Rhin vota majoritairement pour la coalition de droite et centre-droit du Bloc national.
La liste du Bloc national obtint en effet six sièges :
- Michel Walter, député sortant UPR, conseiller général de Bischwiller (groupe des démocrates - Parti démocrate populaire);
- Eugène Muller, député sortant UPR ;
- Charles Frey, député sortant Démocrate (Parti de centre-droit, d'influence protestante) ;
- Charles Émile Altorffer, député sortant Démocrate (Parti de centre-droit, d'influence protestante) ;
- Alfred Oberkirch, député sortant UPR puis APNA, conseiller général de Villé ;
- Thomas Seltz, député sortant UPR, conseiller général d'Erstein.

La liste de la Section française de l'Internationale ouvrière obtint deux sièges :
- Jacques Peirotes, maire de Strasbourg ;
- Georges Weill, adjoint au maire de Strasbourg.

La liste du Parti communiste français (Bloc Ouvrier-Paysan) obtint un siège :
- Charles Hueber, conseiller municipal de Strasbourg.

### Législature 1928 - 1932
Les élections législatives furent au scrutin d'arrondissement majoritaire à deux tours de 1928 à 1936.
| Circonscription         | Député élu         | Part politique - Groupe | Autre Mandat                       |
| ----------------------- | ------------------ | --- | ---------------------------------- |
| 1re: Strasbourg-Ville I | Jacques Peirotes   | SFIO | Maire de Strasbourg jusqu'en 1929  |
| 2e: Strasbourg-Ville II | Jean-Pierre Mourer | PC-SFIC (exclu en 1929), puis Parti communiste autonomiste des travailleurs et paysans alsaciens (Elsåssische Arbeiter-und Bauernpartei) | Conseiller municipal de Strasbourg |
| 3e: Strasbourg-Campagne | Charles Frey       | Action démocratique et sociale (centre-droit)                                                                                            |                                    |
| 4e: Erstein             | Thomas Seltz       | UPR (Groupe des Démocrates Populaires)                                                                                                   | Conseiller général d'Erstein       |
| 5e : Sélestat           | Alfred Oberkirch   | UPR puis APNA (Groupe Union républicaine démocratique)                                                                                   | Conseiller général de Villé        |
| 6e: Molsheim            | Henri Meck         | UPR (Groupe des Démocrates Populaires)                                                                                                   | Conseiller général de Benfeld      |
| 7e: Saverne             | Camille Dahlet     | Fortschrittspartei (Groupe des Indépendants de Gauche)                                                                                   | Adjoint au maire de Strasbourg     |
| 8e: Wissembourg         | Joseph Weydmann    | UPR puis APNA (Groupe Union républicaine démocratique)                                                                                   | Conseiller général de Wœrth        |
| 9e: Haguenau            | Michel Walter      | UPR (Groupe des députés Indépendants) | Conseiller général de Bischwiller  |

Source : Élections législatives 22-29 avril 1928 de Georges Lachapelle - https://gallica.bnf.fr/ark:/12148/bpt6k320439r.texteImage#

### Législature 1932 - 1936
| Circonscription         | Député élu         | Part politique - Groupe                          | Autre Mandat                      |
| ----------------------- | ------------------ | ------------------------------------------------ | --------------------------------- |
| 1re: Strasbourg-Ville I | Georges Weill      | SFIO                                             |                                   |
| 2e: Strasbourg-Ville II | Jean-Pierre Mourer | Communiste alsacien (Groupe Gauche Indépendante) | Adjoint au maire de Strasbourg    |
| 3e: Strasbourg-Campagne | Charles Frey       | Républicains de gauche                           | Maire de Strasbourg               |
| 4e: Erstein             | Thomas Seltz       | UPR - Groupe Démocrate Populaire                 | Conseiller général d'Erstein      |
| 5e : Sélestat           | Alfred Oberkirch   | APNA - Groupe Fédération républicaine            | Conseiller général de Villé       |
| 6e: Molsheim            | Henri Meck         | UPR - Groupe Démocrate Populaire                 | Conseiller général de Benfeld     |
| 7e: Saverne             | Camille Dahlet     | Fortschrittspartei - Groupe Gauche Indépendante  | Adjoint au maire de Strasbourg    |
| 8e: Wissembourg         | Charles Elsaesser  | UPR - Groupe Républicains du centre              | Conseiller général de Lauterbourg |
| 9e: Haguenau            | Michel Walter      | UPR - Groupe Républicains du centre              | Conseiller général de Bischwiller |

### Législature 1936 - 1940
| Circonscription         | Député élu         | Part politique     | Autre Mandat                                                     |
| ----------------------- | ------------------ | ------------------ | ---------------------------------------------------------------- |
| 1re: Strasbourg-Ville I | Charles Hueber     | PCAL               | Conseiller général de Strasbourg-Sud, ancien maire de Strasbourg |
| 2e: Strasbourg-Ville II | Jean-Pierre Mourer | PCAL               | Conseiller municipal de Strasbourg                               |
| 3e: Strasbourg-Campagne | Alfred Daul        | PCF                | Conseiller municipal de Schiltigheim                             |
| 4e: Erstein             | Thomas Seltz       | UPR                | Conseiller général d'Erstein                                     |
| 5e : Sélestat           | Alfred Oberkirch   | APNA               | Conseiller général de Villé                                      |
| 6e: Molsheim            | Henri Meck         | UPR                | Conseiller général de Benfeld                                    |
| 7e: Saverne             | Camille Dahlet     | Fortschrittspartei | Conseiller général de Saverne                                    |
| 8e: Wissembourg         | Charles Elsaesser  | UPR                | Conseiller général de Lauterbourg                                |
| 9e: Haguenau            | Michel Walter      | UPR                | Conseiller général de Bischwiller                                |

## Liste des députés élus sous laIVeRépublique

### Première Assemblée constituante novembre 1945 - juin 1946
Les élections à la première assemblée constituante furent organisées à la proportionnelle départementale, sans possibilité d'apparentement. Le projet de constitution élaboré par cette assemblée à majorité PCF/SFIO fut rejeté par référendum en mai 1946, entraînant l'élection d'une nouvelle assemblée constituante en juin 1946.
La liste MRP était arrivée largement en tête des élections et obtint 5 sièges :
- Pierre Pflimlin, adjoint au maire de Strasbourg.
- Henri Meck, ancien député, maire et conseiller général de Molsheim.
- Joseph Sigrist, ancien sénateur et conseiller général de Barr
- Albert Schmitt, conseiller général de Seltz.
- Alfred Oberkirch, ancien député, conseiller général de Villé.

La liste d'Union Gaulliste, soutien à l'action du général de Gaulle, obtint un siège :
- René Capitant

La liste SFIO obtint un siège :
- Marcel-Edmond Naegelen, adjoint au maire de Strasbourg.

La liste PCF obtint elle aussi un siège :
- Marcel Rosenblatt, conseiller municipal de Strasbourg.

### Deuxième Assemblée constituante juin 1946 - novembre 1946
Les élections organisées pour l'élection d'une nouvelle assemblée constituante eurent lieu après l'échec du référendum proposant un premier projet constituant, soutenu par le PCF et la SFIO, en mai 1946. Les élections ont eu lieu au scrutin proportionnel de liste, sans possibilité d'apparentement entre plusieurs listes.
La liste MRP arriva en tête, et obtint 6 sièges :
- Pierre Pflimlin, député sortant, adjoint au maire de Strasbourg,
- Henri Meck, député sortant, maire et conseiller général de Molsheim,
- Joseph Sigrist, député sortant, ancien sénateur et conseiller général de Barr,
- Albert Schmitt, député sortant, conseiller général de Seltz,
- Alfred Oberkirch, député sortant, conseiller général de Villé,
- Albert Ehm.

La liste d'Union Gaulliste, soutenant l'action du général De Gaulle, arriva en seconde position et obtint 2 sièges :
- René Capitant, député sortant,
- Pierre Clostermann.

La liste SFIO obtint un siège :
- Marcel-Edmond Naegelen, député sortant, adjoint au maire de Strasbourg.

La liste PCF obtint elle aussi un siège :
- Marcel Rosenblatt, député sortant, conseiller municipal de Strasbourg.

### Législature 1946 - 1951
Les élections ont eu lieu au scrutin proportionnel de liste, sans possibilité d'apparentement entre plusieurs listes.
La liste MRP arriva d'une courte tête en première position, et obtint 4 sièges :
- Pierre Pflimlin, député sortant, adjoint au maire de Strasbourg.
- Henri Meck, député sortant, maire et conseiller général de Molsheim.
- Joseph Sigrist, député sortant, ancien sénateur et conseiller général de Barr
- Albert Schmitt, député sortant, conseiller général de Seltz.

La liste d'Union Gaulliste, se réclamant du général de Gaulle avant la fondation du RPF, obtint-elle 3 sièges :
- Pierre Clostermann, député sortant.
- Michel Kauffmann
- Camille Wolff

La liste SFIO obtint un élu :
- Marcel-Edmond Naegelen, député sortant, adjoint au maire de Strasbourg.

Enfin la liste PCF réussit à faire sa tête de liste :
- Marcel Rosenblatt, député sortant, conseiller municipal de Strasbourg.

### Législature 1951 - 1956
Les élections ont eu lieu au scrutin proportionnel de liste, avec possibilité d'apparentements entre plusieurs listes. L'apparentement entre la liste MRP et la liste indépendante n'ayant pas obtenu la majorité absolue des suffrages exprimés, les sièges furent répartis à la proportionnelle.
La liste MRP, menée par Pierre Pflimlin, obtint 5 sièges :
- Pierre Pflimlin, député sortant, adjoint au maire de Strasbourg.
- Henri Meck, député sortant, maire et conseiller général de Molsheim.
- Albert Schmitt, député sortant, conseiller général de Seltz.
- Joseph Klock, conseiller général de Marmoutier
- Jean-Philippe Bapst

La liste RPF arriva en seconde position et obtint 3 élus : 
- Pierre Kœnig, général en retraite.
- Michel Kauffmann, député sortant.
- Camille Wolff, député sortant.

Enfin la liste PCF obtint un élu :
- Marcel Rosenblatt, député sortant, conseiller municipal de Strasbourg.

### Législature 1956 - 1958
Les élections ont eu lieu au scrutin proportionnel de liste, avec possibilité d'apparentements entre plusieurs listes. Les listes MRP, CNIP et républicaine sociale (ex-RPF) ont obtenu la totalité des neuf sièges mis en jeu à la suite d'un apparentement entre elles ayant dépassé la majorité absolue des suffrages exprimés.
La liste MRP, mené par Pierre Pflimlin, ministre du gouvernement Faure sortant, obtint 7 sièges :
- Pierre Pflimlin, député sortant, adjoint au maire de Strasbourg.
- Henri Meck, député sortant, maire et conseiller général de Molsheim.
- Étienne Lux
- Albert Schmitt, député sortant, conseiller général de Seltz.
- Joseph Klock, député sortant, conseiller général de Marmoutier
- Daniel Tubach, conseiller général de Marckolsheim
- Charles Arbogast, conseiller général du canton de Strasbourg-Sud.

La liste proche du CNIP, menée par le maire de Schiltigheim Georges Ritter, obtint un élu :
- Georges Ritter, conseiller général et maire de Schiltigheim

Enfin la liste des républicains sociaux, en net recul par rapport à 1951, n'obtint qu'un siège :
- Le général Pierre Kœnig, ancien ministre.

## Liste des députés élus sous laVeRépublique

### Irelégislature (1958-1962)
| Circonscription     | Nom                   | Parti | Parti | Suppléant           |
| ------------------- | --------------------- | ----- | ----- | ------------------- |
| 1re circonscription | René Radius           |       | UNR   | Jacques Rothenbach  |
| 2e circonscription  | André Bord            |       | UNR   | Jean-Paul Muller    |
| 3e circonscription  | Étienne Lux           |       | MRP   | Émile Koehl         |
| 4e circonscription  | Albert Ehm            |       | DVD   | Philippe Badina     |
| 5e circonscription  | Henri Meck            |       | MRP   | Paul Grau           |
| 6e circonscription  | Georges Kuntz         |       | DVD   | Charles Blessig     |
| 7e circonscription  | François Grussenmeyer |       | UNR   | Frédéric Schiellein |
| 8e circonscription  | Pierre Pflimlin       |       | MRP   | Gabriel Bornert     |

### IIelégislature (1962-1967)
| Circonscription     | Nom                                                                                             | Parti | Parti   | Suppléant          |
| ------------------- | ----------------------------------------------------------------------------------------------- | ----- | ------- | ------------------ |
| 1re circonscription | René Radius                                                                                     |       | UNR-UDT | Ernest Schneegans  |
| 2e circonscription  | André Bord Ernest Rickert (9 février 1966 - 2 avril 1967)                                       |       | UNR-UDT | Ernest Rickert     |
| 3e circonscription  | Georges Ritter                                                                                  |       | UNR-UDT | René Laugel        |
| 4e circonscription  | Albert Ehm                                                                                      |       | UNR-UDT | Philippe Badina    |
| 5e circonscription  | Henri Meck (6 décembre 1962 - 25 décembre 1966 †) Gérard Lehn (26 décembre 1966 - 2 avril 1967) |       | MRP     | Gérard Lehn        |
| 6e circonscription  | Alfred Westphal                                                                                 |       | UNR-UDT | Alphonse Wollbrett |
| 7e circonscription  | François Grussenmeyer                                                                           |       | UNR-UDT | Paul Troester      |
| 8e circonscription  | Pierre Pflimlin                                                                                 |       | MRP     | Gabriel Bornert    |

### IIIelégislature (1967-1968)
| Circonscription     | Nom                                                  | Parti | Parti | Suppléant          |
| ------------------- | ---------------------------------------------------- | ----- | ----- | ------------------ |
| 1re circonscription | René Radius                                          |       | UD-Ve | Rolf Schellenberg  |
| 2e circonscription  | André Bord Ernest Rickert (8 mai 1967 - 30 mai 1968) |       | UD-Ve | Ernest Rickert     |
| 3e circonscription  | Georges Ritter                                       |       | UD-Ve | René Laugel        |
| 4e circonscription  | Albert Ehm                                           |       | UD-Ve | Éric Koegler       |
| 5e circonscription  | Gérard Lehn                                          |       | DVD   | Guy Schweitzer     |
| 6e circonscription  | Alfred Westphal                                      |       | UD-Ve | Alphonse Wollbrett |
| 7e circonscription  | François Grussenmeyer                                |       | UD-Ve | Paul Troester      |
| 8e circonscription  | Germain Sprauer                                      |       | UD-Ve | Paul Rustenholz    |

### IVelégislature (1968-1973)
| Circonscription     | Nom                                                       | Parti | Parti | Suppléant           |
| ------------------- | --------------------------------------------------------- | ----- | ----- | ------------------- |
| 1re circonscription | René Radius                                               |       | UDR   | Philippe Ritter     |
| 2e circonscription  | André Bord Ernest Rickert (13 août 1968 - 1er avril 1973) |       | UDR   | Ernest Rickert      |
| 3e circonscription  | Georges Ritter                                            |       | UDR   | Jean-Claude Burckel |
| 4e circonscription  | Albert Ehm                                                |       | UDR   | Guy Sautter         |
| 5e circonscription  | Gérard Lehn                                               |       | DVD   | Guy Schweitzer      |
| 6e circonscription  | Alfred Westphal                                           |       | UDR   | Alphonse Wollbrett  |
| 7e circonscription  | François Grussenmeyer                                     |       | UDR   | Paul Troester       |
| 8e circonscription  | Germain Sprauer                                           |       | UDR   | Paul Rustenholz     |

### Velégislature (1973-1978)
| Circonscription     | Nom                                                   | Parti | Parti    | Suppléant            |
| ------------------- | ----------------------------------------------------- | ----- | -------- | -------------------- |
| 1re circonscription | René Radius                                           |       | UDR      | Robert Grossmann     |
| 2e circonscription  | André Bord Ernest Rickert (7 mai 1973 - 2 avril 1978) |       | UDR      | Ernest Rickert       |
| 3e circonscription  | Jean-Claude Burckel                                   |       | UDR      | André Durr           |
| 4e circonscription  | Albert Ehm                                            |       | UDR      | Guy Sautter          |
| 5e circonscription  | Jean-Marie Caro                                       |       | Mvt.Réf. | Paul Schitter        |
| 6e circonscription  | Adrien Zeller                                         |       | Mvt.Réf. | Jean-Georges Sorgius |
| 7e circonscription  | François Grussenmeyer                                 |       | UDR      | Paul Troester        |
| 8e circonscription  | Germain Sprauer                                       |       | UDR      | Paul Rustenholz      |

### VIelégislature (1978-1981)

Couleur politique des députés élus en 1978.

| Circonscription     | Nom                                                                                                | Parti | Parti | Suppléant            |
| ------------------- | -------------------------------------------------------------------------------------------------- | ----- | ----- | -------------------- |
| 1re circonscription | Émile Koehl                                                                                        |       | CDS   | Jean-Pierre Foltzer  |
| 2e circonscription  | André Bord                                                                                         |       | RPR   | Jean Waline          |
| 3e circonscription  | André Durr                                                                                         |       | RPR   | René Klauth          |
| 4e circonscription  | Georges Klein (3 avril 1978 - 19 octobre 1980 †) Germain Gengenwin (20 octobre 1980 - 22 mai 1981) |       | CDS   | Germain Gengenwin    |
| 5e circonscription  | Jean-Marie Caro                                                                                    |       | CDS   | Lucienne Weber       |
| 6e circonscription  | Adrien Zeller                                                                                      |       | DVC   | Jean-Georges Sorgius |
| 7e circonscription  | François Grussenmeyer                                                                              |       | RPR   | Charles Schlick      |
| 8e circonscription  | Germain Sprauer                                                                                    |       | RPR   | Paul Rustenholz      |

### VIIelégislature (1981-1986)

Couleur politique des députés élus en 1981.

| Circonscription     | Nom                   | Parti | Parti   | Suppléant            |
| ------------------- | --------------------- | ----- | ------- | -------------------- |
| 1re circonscription | Émile Koehl           |       | UDF-CDS | Jean-Pierre Foltzer  |
| 2e circonscription  | Jean Oehler           |       | PS      | Raymond Gruber       |
| 3e circonscription  | André Durr            |       | RPR     | Alphonse Barth       |
| 4e circonscription  | Germain Gengenwin     |       | UDF-CDS | Jean Dock            |
| 5e circonscription  | Jean-Marie Caro       |       | UDF-CDS | Lucienne Weber       |
| 6e circonscription  | Adrien Zeller         |       | DVC     | Jean-Georges Sorgius |
| 7e circonscription  | François Grussenmeyer |       | RPR     | Charles Schlick      |
| 8e circonscription  | Germain Sprauer       |       | RPR     | Léon Wencker         |

### VIIIelégislature (1986-1988)
Scrutin proportionnel plurinominal par département, pas de député par circonscription. Les neuf députés élus dans le Bas-Rhin sont, par ordre alphabétique :
| Nom                   | Parti | Parti   |
| --------------------- | ----- | ------- |
| Jean-Marie Caro       |       | UDF-CDS |
| André Durr            |       | RPR     |
| Germain Gengenwin     |       | UDF-CDS |
| François Grussenmeyer |       | RPR     |
| Émile Koehl           |       | UDF-CDS |
| Jean Oehler           |       | PS      |
| Marc Reymann          |       | UDF-CDS |
| Robert Spieler        |       | FN      |
| Catherine Trautmann   |       | PS      |

Quatre listes ont eu des élus en obtenant respectivement :
- Liste UDF « Union pour l'Alsace » : 27,58 % des suffrages (4 élus)[6].
- Liste RPR « Union pour le renouveau du Bas-Rhin » : 19,73 % des suffrages (2 élus)
- Liste PS-MRG-UCR « Pour une majorité de progrès avec le président de la République » : 18,59 % des suffrages (2 élus)
- Liste FN « Rassemblement national » : 13,05 % des suffrages (1 élu)

### IXelégislature (1988-1993)

Couleur politique des députés élus en 1988.

| Circonscription     | Nom                   | Parti | Parti   | Suppléant        |
| ------------------- | --------------------- | ----- | ------- | ---------------- |
| 1re circonscription | Émile Koehl           |       | UDF-CDS | Gérard Schmaltz  |
| 2e circonscription  | Marc Reymann          |       | UDF-CDS | Paul Rall        |
| 3e circonscription  | Jean Oehler           |       | PS      | Raymond Haeffner |
| 4e circonscription  | André Durr            |       | RPR     | Henri Bretz      |
| 5e circonscription  | Germain Gengenwin     |       | UDF-CDS | Eugène Griesmar  |
| 6e circonscription  | Jean-Marie Caro       |       | UDF-CDS | Pierre Grandadam |
| 7e circonscription  | Adrien Zeller         |       | UDF-CDS | Philippe Richert |
| 8e circonscription  | François Grussenmeyer |       | RPR     | Pierre Bertrand  |
| 9e circonscription  | Bernard Schreiner     |       | RPR     | Jean-Paul Wirth  |

### Xelégislature (1993-1997)

Couleur politique des députés élus en 1993.

| Circonscription     | Nom                                     | Parti | Parti   | Suppléant             |
| ------------------- | --------------------------------------- | ----- | ------- | --------------------- |
| 1re circonscription | Harry Lapp                              |       | UDF-PRV | Hubert Yvorra         |
| 2e circonscription  | Marc Reymann                            |       | UDF-CDS | Robert Dorschner      |
| 3e circonscription  | Alfred Muller                           |       | MDA     | Fernand Meyer         |
| 4e circonscription  | André Durr (2 avril 1993 - 12 mai 1995) |       | RPR     | Raymond Vetterhoeffer |
| 4e circonscription  | Yves Bur (25 juin 1995 - 21 avril 1997) |       | UDF-CDS | Jean-Daniel Zeter     |
| 5e circonscription  | Germain Gengenwin                       |       | UDF-CDS | Eugène Griesmar       |
| 6e circonscription  | Alain Ferry                             |       | MDR     | Antoine Klein         |
| 7e circonscription  | Adrien Zeller                           |       | UDF-CDS | Gaston Dann           |
| 8e circonscription  | François Loos                           |       | UDF-PRV | Jean-Paul Schneider   |
| 9e circonscription  | Bernard Schreiner                       |       | RPR     | Jean-Paul Wirth       |

### XIelégislature (1997-2002)

Couleur politique des députés élus en 1997.

| Circonscription     | Nom                                                                                       | Parti | Parti | Suppléant          |
| ------------------- | ----------------------------------------------------------------------------------------- | ----- | ----- | ------------------ |
| 1re circonscription | Catherine Trautmann Armand Jung (5 juillet 1997 - 18 juin 2002)                           |       | PS    | Armand Jung        |
| 2e circonscription  | Marc Reymann                                                                              |       | UDF   | Jean Erb (RPR)     |
| 3e circonscription  | André Schneider                                                                           |       | RPR   | Albert Rey         |
| 4e circonscription  | Yves Bur                                                                                  |       | UDF   | Jean-Daniel Zeter  |
| 5e circonscription  | Germain Gengenwin                                                                         |       | UDF   | Marcel Bauer (RPR) |
| 6e circonscription  | Alain Ferry                                                                               |       | DVD   | Antoine Klein      |
| 7e circonscription  | Adrien Zeller (1er juin 1997 - 18 avril 1998) Émile Blessig (14 juin 1998 - 18 juin 2002) |       | UDF   | Émile Blessig      |
| 8e circonscription  | François Loos Victor Ringeisen (8 juin 2002 - 18 juin 2002)                               |       | UDF   | Victor Ringeisen   |
| 9e circonscription  | Bernard Schreiner                                                                         |       | RPR   | Jean-Marie Sander  |

### XIIelégislature (2002-2007)
| Circonscription     | Identité                                       | Parti                  | À partir du     | Jusqu'au        | Note |
| ------------------- | ---------------------------------------------- | ---------------------- | --------------- | --------------- | ---- |
| 1re circonscription | Armand Jung (suppléante : Gisèle Attyasse)     | PS                     | 19 juin 2002    | 19 juin 2007    |      |
| 2e circonscription  | Marc Reymann (suppléant Jean-Philippe Maurer)  | UDF puis UMP           | 19 juin 2002    | 19 juin 2007    |      |
| 3e circonscription  | André Schneider (suppléante Kineret Weil)      | RPR puis UMP           | 19 juin 2002    | 19 juin 2007    |      |
| 4e circonscription  | Yves Bur (suppléant Jean-Daniel Zeter)         | UDF puis UMP           | 19 juin 2002    | 19 juin 2007    |      |
| 5e circonscription  | Antoine Herth (suppléante Albertine Nuss)      | UMP                    | 19 juin 2002    | 19 juin 2007    |      |
| 6e circonscription  | Alain Ferry (suppléant Laurent Furst)          | Parti radical puis UMP | 19 juin 2002    | 19 juin 2007    |      |
| 7e circonscription  | Émile Blessig (suppléante Chantal Reibel)      | UDF                    | 19 juin 2002    | 19 juin 2007    |      |
| 8e circonscription  | François Loos (suppléant Frédéric Reiss)       | Parti radical puis UMP | 19 juin 2002    | 18 juillet 2002 | Gvt  |
| 8e circonscription  | Frédéric Reiss                                 | Parti radical puis UMP | 19 juillet 2002 | 19 juin 2007    |      |
| 9e circonscription  | Bernard Schreiner (suppléant Jean-Luc Hirtler) | RPR puis UMP           | 19 juin 2002    | 19 juin 2007    |      |

### XIIIelégislature (2007-2012)
| Circonscription     | Identité                                             | Parti | À partir du  | Jusqu'au         | Note |
| ------------------- | ---------------------------------------------------- | ----- | ------------ | ---------------- | ---- |
| 1re circonscription | Armand Jung (suppléant : Éric Elkouby)               | PS    | 20 juin 2007 | 19 juin 2012     |      |
| 2e circonscription  | Jean-Philippe Maurer (suppléante : Clarisse Siefert) | UMP   | 20 juin 2007 | 19 juin 2012     |      |
| 3e circonscription  | André Schneider (suppléante : Anne Hulné)            | UMP   | 20 juin 2007 | 19 juin 2012     |      |
| 4e circonscription  | Yves Bur (suppléant : Jean-Daniel Zeter)             | UMP   | 20 juin 2007 | 19 juin 2012     |      |
| 5e circonscription  | Antoine Herth (suppléante : Albertine Nuss)          | UMP   | 20 juin 2007 | 19 juin 2012     |      |
| 6e circonscription  | Alain Ferry (suppléant : Laurent Furst)              | UMP   | 20 juin 2007 | 19 juin 2012     |      |
| 7e circonscription  | Émile Blessig (suppléante : Chantal Reibel)          | UMP   | 20 juin 2007 | 19 juin 2012     |      |
| 8e circonscription  | Frédéric Reiss (suppléant : Jean Weisbecker)         | UMP   | 20 juin 2007 | 19 juin 2012     |      |
| 9e circonscription  | François Loos (suppléant : Étienne Wolf)             | UMP   | 20 juin 2007 | 25 novembre 2011 | Dem  |

### XIVelégislature (2012-2017)
| Circonscription     | Identité                                       | Parti | À partir du  | Jusqu'au      | Note                                            |
| ------------------- | ---------------------------------------------- | ----- | ------------ | ------------- | ----------------------------------------------- |
| 1re circonscription | Armand Jung (suppléant : Éric Elkouby)         | PS    | 20 juin 2012 | 1er mars 2016 | Démission pour raison de santé                  |
| 1re circonscription | Éric Elkouby (suppléante : Laurence Noss)      | PS    | 30 mai 2016  | 20 juin 2017  | À la suite d'une élection législative partielle |
| 2e circonscription  | Philippe Bies (suppléante : Martine Castellon) | PS    | 20 juin 2012 | 20 juin 2017  |                                                 |
| 3e circonscription  | André Schneider (suppléant : Georges Schuler)  | UMP   | 20 juin 2012 | 20 juin 2017  |                                                 |
| 4e circonscription  | Sophie Rohfritsch (suppléant : Yves Bur)       | UMP   | 20 juin 2012 | 20 juin 2017  |                                                 |
| 5e circonscription  | Antoine Herth (suppléante : Monique Jung)      | UMP   | 20 juin 2012 | 20 juin 2017  |                                                 |
| 6e circonscription  | Laurent Furst (suppléante : Laurence Jost)     | UMP   | 20 juin 2012 | 20 juin 2017  |                                                 |
| 7e circonscription  | Patrick Hetzel (suppléant : Laurent Burckel)   | UMP   | 20 juin 2012 | 20 juin 2017  |                                                 |
| 8e circonscription  | Frédéric Reiss (suppléant : Jean Weisbecker)   | UMP   | 20 juin 2012 | 20 juin 2017  |                                                 |
| 9e circonscription  | Claude Sturni (suppléant : Denis Riedinger)    | DVD   | 20 juin 2012 | 20 juin 2017  |                                                 |

### XVeLégislature(2017-2022)
| Circonscription     | Identité              | Parti | Parti          | Suppléant              | Autres mandats       |
| ------------------- | --------------------- | ----- | -------------- | ---------------------- | -------------------- |
| 1re circonscription | Thierry Michels       |       | LREM           | Marie-Françoise Coelho |                      |
| 2e circonscription  | Sylvain Waserman      |       | MoDem          | Christel Kohler        | Maire de Quatzenheim |
| 3e circonscription  | Bruno Studer          |       | LREM           | Axelle Benamran        |                      |
| 4e circonscription  | Martine Wonner        |       | LREM SE (2020) | David Cazier           |                      |
| 5e circonscription  | Antoine Herth         |       | Agir           | Claudine Herrmann      |                      |
| 6e circonscription  | Laurent Furst         |       | LR             | Philippe Meyer         | Maire de Molsheim    |
| 6e circonscription  | Philippe Meyer (2020) | —     | LR             | Maire de Bœrsch        |                      |
| 7e circonscription  | Patrick Hetzel        |       | LR             | Eliane Kremer          |                      |
| 8e circonscription  | Frédéric Reiss        |       | LR             | Paul Heintz            |                      |
| 9e circonscription  | Vincent Thiébaut      |       | LREM           | Emmanuelle Parisse     |                      |

### XVIeLégislature(2022-2024)
| Circonscription     | Identité            | Parti | Parti    | Suppléant              | Autres mandats                         |
| ------------------- | ------------------- | ----- | -------- | ---------------------- | -------------------------------------- |
| 1re circonscription | Sandra Regol        |       | EELV     | Lucas Leloup           |                                        |
| 2e circonscription  | Emmanuel Fernandes  |       | LFI      | Marianne Berçot        |                                        |
| 3e circonscription  | Bruno Studer        |       | LREM     | Hélène Hollederer      |                                        |
| 4e circonscription  | Françoise Buffet    |       | LREM     | David Cazier           |                                        |
| 5e circonscription  | Charles Sitzenstuhl |       | Agir     | Monique Jung-Gengenwin |                                        |
| 6e circonscription  | Louise Morel        |       | MoDem    | Xavier Muller          |                                        |
| 7e circonscription  | Patrick Hetzel      |       | LR       | Éliane Kremer          | Nommé ministre du gouvernement Barnier |
| 7e circonscription  | Éliane Kremer       |       | LR       |                        |                                        |
| 8e circonscription  | Stéphanie Kochert   |       | Horizons | Christian Klipfel      | Maire de Climbach                      |
| 9e circonscription  | Vincent Thiébaut    |       | LREM     | Emmanuelle Parisse     |                                        |

### XVIIeLégislature(2024-)
| Circonscription     | Identité            | Parti | Parti    | Suppléant              | Autres mandats                         |
| ------------------- | ------------------- | ----- | -------- | ---------------------- | -------------------------------------- |
| 1re circonscription | Sandra Regol        |       | EELV     | Lucas Leloup           |                                        |
| 2e circonscription  | Emmanuel Fernandes  |       | LFI      | Mireille Cassone       |                                        |
| 3e circonscription  | Thierry Sother      |       | PS       | Flora Fiegel           |                                        |
| 4e circonscription  | Françoise Buffet    |       | LREM     | Mikaël Poutiers        |                                        |
| 5e circonscription  | Charles Sitzenstuhl |       | LREM     | Monique Jung-Gengenwin |                                        |
| 6e circonscription  | Louise Morel        |       | MoDem    | Xavier Muller          |                                        |
| 7e circonscription  | Patrick Hetzel      |       | LR       | Éliane Kremer          | Nommé ministre du gouvernement Barnier |
| 7e circonscription  | Éliane Kremer       |       | LR       |                        |                                        |
| 8e circonscription  | Théo Bernhardt      |       | RN       | Jean-François Delanoue |                                        |
| 9e circonscription  | Vincent Thiébaut    |       | Horizons | Carine Steinmetz       |                                        |